# Last Girl on Earth Tour
Il The Last Girl on Earth Tour è stato il terzo tour musicale della cantautrice barbadiana Rihanna, a supporto del suo quarto album in studio Rated R (2009).

## Informazioni
Il tour fu annunciato attraverso MTV News il 9 dicembre 2009 dal set del videoclip del singolo Hard.
Rihanna definì il tour «intrepido» e aggiunse: «aspettatevi delle sorprese sexy quando verrò in Gran Bretagna. Andrò un bel po' in giro con questo tour, e spero di portarlo in alcuni festival nel Regno Unito.»
La cantante caraibica tenne un concerto speciale allo Stadio di Wembley a Londra all'interno del festival Jingle Ball Tour. In un'intervista a Entertainment Tonight, Rihanna spiegò il titolo del tour: «Mi piace pensare a me stessa come all'ultima ragazza sulla terra perché a volte la gente prende decisioni basate sul punto di vista degli altri, ma per quanto mi riguarda, la mia vita è solo mia; è il mio mondo, e lo vivrò come voglio io. La penso così riguardo a ogni cosa, per quanto concerne me e il mio lavoro. È un posto molto stretto, come sotto un riflettore.»

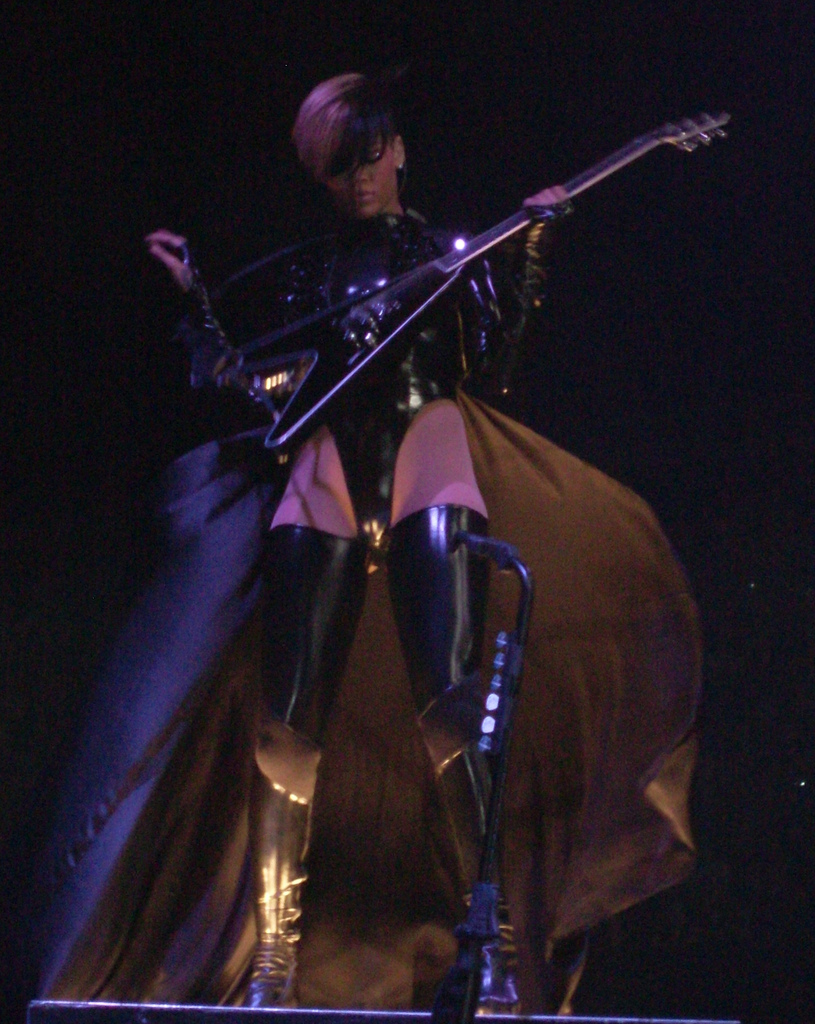
Rihanna durante il tour

In un'intervista ad AOL Rihanna dichiarò che i fan si sarebbero dovuti aspettare un grande passo avanti rispetto ai suoi tour precedenti, dal punto di vista dei costumi, del suono e della componente visiva.
Rihanna lavorò con i massimi professionisti del settore. Il tour fu diretto da Jamie King, già collaboratore di Madonna e Britney Spears; Tina Landon, storica collaboratrice di Janet Jackson, fu invece la coreografa. Il direttore creativo fu Simon Henwood, che era anche direttore creativo dell'album. Henwood spiegò: «Ne abbiamo parlato abbondantemente per mesi prima della pubblicazione dell'album, e abbiamo curato ogni aspetto del progetto, dalla progettazione al concept del palcoscenico e gli effetti visivi... C'è una bella storia che si svelerà lungo la campagna, e verrà finalmente rivelata con il tour… in parte ispirato al film The Omega Man e ovviamente da idee dalle canzoni, oltre che visioni personali di Rihanna.»
Il chitarrista Nuno Bettencourt diresse la band. Bettencourt commentò che le prove furono «meglio di quanto mi aspettassi perché ha anche una band incredibile, e ho il privilegio di contribuire al loro tessuto sonoro. Sarà divertente.»
Durante le prove del tour, Rihanna prese lezioni di percussioni da Travis Barker dei Blink-182. Durante i concerti infatti Rihanna suonava la batteria sul palco interpretando The Glamorous Life di Sheila E.

### L'incidente di Zurigo
Il 19 aprile 2010 Rihanna dovette essere portata in ospedale dopo il concerto di Zurigo (Svizzera). Il suo portavoce disse che aveva «una lesione ad una costola, e se l'è fatta controllare per assicurarsi che non fosse nulla di serio, e non lo era.»
Rihanna fu in grado di esibirsi normalmente già a partire dal concerto di Lione la sera seguente.

### Rihanna in Israele
Nel marzo 2010 Rihanna si esibì al Bloomfield Stadium di Tel Aviv, in Israele, come unica tappa asiatica del tour. Il concerto era sponsorizzato dalla Orange Rockcorps: questa organizzazione permise a chi avesse svolto azioni di volontariato per almeno quattro ore nella propria comunità di assistere al concerto gratuitamente. Rihanna incontrò i volontari prima del concerto per unirsi al loro lavoro nella comunità.

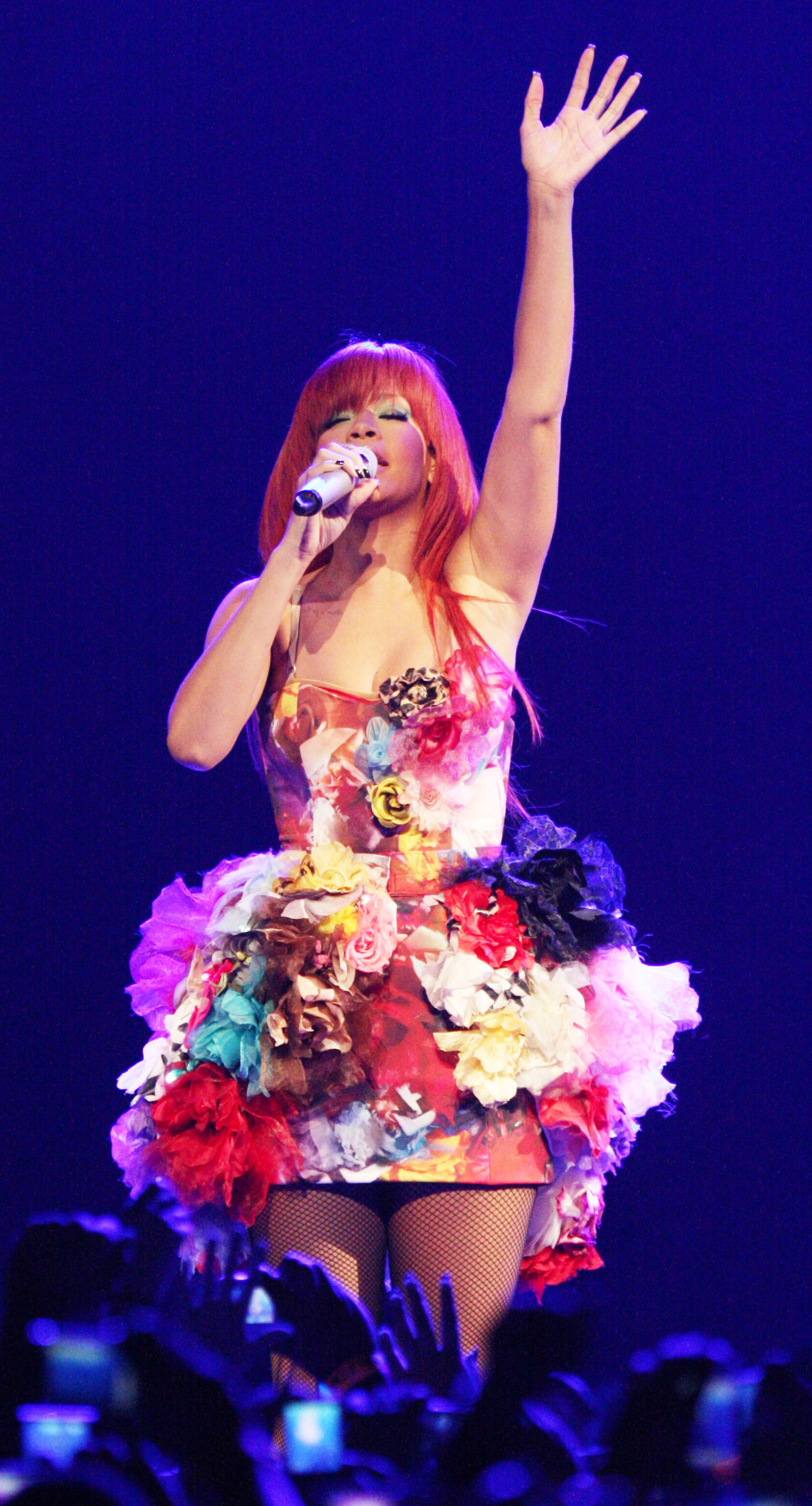
Rihanna in Australia

### Rihanna in Australia
Durante i concerti in Australia all'inizio del 2011, in concomitanza con la pubblicazione del nuovo album Loud, il brano di apertura divenne il singolo Only Girl (in the World). S&M fu eseguita nella seconda sezione e What's My Name? nella terza.
Rihanna nel frattempo aveva cambiato look, e durante i nove concerti australiani portava i capelli rossi.

## Recensioni
Il Daily Telegraph scrisse: "La prima serata nel Regno Unito del suo tour, la superstar r'n'b americana Rihanna non si è risparmiata. Diede il via con la ballata pop rock omicida "Russian Roulette" con sugli schermi immagini di manichini nudi che bruciano, e si sbarazzò di gran parte dei vestiti per la seconda canzone, in cui sedeva a cavalcioni della canna di un carro armato rosa a grandezza naturale mentre un corpo di ballo semi-nudo in stile militare faceva roteare delle carabine. Sesso, violenza e pirotecnici (incluso un grande fungo atomico sugli schermi ad accompagnare l'incendiaria "Fire Bomb") sono stati i temi della serata... Rihanna possiede un repertorio pieno di hit, ognuna presentata con il massimo impatto sui sensi del pubblico, con costumi abbinati, audaci coreografie, notevoli scenografie e schermi fantascientifici... I suoi fan, prevalentemente ragazze, adorano genuinamente Rihanna, e cantavano a squarciagola ogni volta gli veniva detto di farlo. Sesso e violenza potrebbero rendere di fatto l'entertainment del XXI secolo uno spettacolo di grande successo ma il prezzo è una perdita di innocenza, fascino e individualità".
BBC Radio 1 recensì così un concerto di Londra: "La ventiduenne star indossava un abito nero lungo fino a terra con luci rosse per dare il via allo show alla O2 Arena nella capitale, che iniziò con la hit dell'anno scorso, Russian Roulette... In seguito, parlando con il pubblico, la maggior parte di loro sembrava impressionata dallo show.... Il concerto si concluse con il suo maggior successo ad oggi, Umbrella".
Il Daily Mirror scrisse: "Dando il calcio d'inizio al Last Girl On Earth tour, in cui il tema dominante è Rihanna come ultimo essere umano in vita, si lancia in un'intensa Russian Roulette [...] Ha dato il meglio di sé ed è pronta a farsi sotto contro il meglio delle nuove artiste femminili".
Rolling Stone recensì il concerto di Los Angeles scrivendo che Rihanna ha mantenuto alta l'attenzione del pubblico "durante uno show di quasi due ore, pieno di cambi d'abito, intermezzi video e complicate scenografie...".
BET disse del concerto: "Potevano esserci dei dubbi, ma Rihanna ha provato che possiede la prominenza per governare il palco per quasi due ore... Rihanna sa cantare, e non c'era traccia di playback. Rih non ha mai detto di essere Whitney Houston; posto che non ha un'estensione vocale enorme, usa bene la sua voce, suona proprio come sui suoi dischi e tiene alte delle note che non sapevo padroneggiasse".
Il New York Post scrisse: "Rihanna è una ragazza da sogno" che "ha mantenuto il set vivido con giochi pirotecnici, un arsenale scenografico di armi e una scaletta che intesseva insieme il repertorio bubblegum dance pop con quello più duro rockeggiante incluso nell'ultimo album. Dalla canzone d'apertura, "Russian Roulette" all'ultima canzone, la sua mega-hit "Umbrella", Rihanna era elettrica per una esibizione a pieno volume e aggressiva".

## Artisti d'apertura
- Kesha (Stati Uniti/Canada)[18]
- Travie McCoy (Stati Uniti/Canada)[19]
- DJ Ross Rosco e J Brazil (Syracuse)[20][21]
- Calvin Harris, Far East Movement e Alexis Jordan (Australia)[22][23][24]
- DJ Daddy K (Anversa)
- Vitaa (Francia)[25]
- Pixie Lott e Tinie Tempah (Regno Unito)[26][27]
- Tinchy Stryder (Londra)[27]
- Houston Project (Israele)[28]
- Vegas (Grecia)

## Scaletta del tour

### Apertura di Kesha
1. Blah Blah Blah
2. Party At a Rich Dude's House
3. VIP
4. Dinosaur
5. Animal
6. Stephen
7. Take It Off
8. Your Love Is My Drug
9. Tik Tok

### Europa /Asia /Nord America
Atto 1
1. Mad House (Video d'Introduzione, contiene elementi di Disturbia)
2. Russian Roulette
3. Hard
4. Shut Up and Drive
5. Fire Bomb
6. Disturbia

Atto 2
1. Welcome to Rihanna's World (Video Interlude)
2. Rockstar 101
3. Rude Boy
4. Wonderwall (cover di Oasis)
5. Hate That I Love You
6. Rehab

Atto 3
1. Unfaithful
2. Stupid in Love
3. Te Amo
4. Photographs

Atto 4
1. Video Interlude
2. Don't Stop the Music
3. Breakin' Dishes
4. The Glamorous Life (cover di Sheila E.)
5. Let Me
6. S.O.S
7. Take a Bow

Encore
1. Rihanna Rebuilt (Video Interlude)
2. Medley:

- Wait Your Turn
- Live Your Life
- Run This Town

1. Umbrella

### Australia
Atto 1
1. Mad House (Video d'Introduzione, contiene elementi di Disturbia)
2. Only Girl (in the World)
3. Hard
4. Shut Up and Drive
5. Fire Bomb
6. Disturbia

Atto 2
1. Welcome to Rihanna's World (Video Interlude)
2. Rockstar 101
3. S&M
4. Rude Boy
5. Hate That I Love You
6. Love the Way You Lie (Part 2)

Atto 3
1. Unfaithful
2. Te amo
3. What's My Name?

Atto 4
1. Video Interlude
2. Don't Stop the Music
3. Breakin' Dishes
4. The Glamorous Life (cover di Sheila E.)
5. Let Me
6. SOS
7. Take a Bow

Encore
1. Rihanna Rebuilt (Video Interlude)
2. Medley:

- Wait Your Turn
- Live Your Life
- Run This Town

1. Umbrella

### Variazioni alla scaletta
- "Russian Roulette" non fu cantata in Israele, Grecia, Turchia e Spagna.
- "Photographs" fu tolta dalla scaletta a partire dal concerto di Arnhem (Paesi Bassi).
- Il 21 luglio 2010 allo Staples Center di Los Angeles, Eminem raggiunse Rihanna sul palco per duettare in "Love the Way You Lie".[31]
- "Wonderwall" e "Take a Bow" non furono eseguite durante il concerto di Laredo, Texas.
- Il 22 luglio all'AVA Amphitheater di Tucson, Arizona, a causa del poco spazio sul palco, l'automobile durante "Shut Up And Drive", la scenografia aerea per "Te Amo" e la gabbia bianca per "Don't Stop The Music" e "Breakin' Dishes" non furono utilizzate; per degli impegni Kesha non era presente, quindi nessun artista aprì il concerto di Tucson.
- Le corde e la gabbia non erano presenti nemmeno al concerto di agosto a Clarkston, Michigan.
- "Wonderwall" non fu eseguita ad alcuni concerti in America.
- Allo show di Syracuse, New York, non fu seguita neppure "Rehab".

## Il libro
Nel 2010 venne pubblicato il libro ufficiale del tour, dal titolo "R - Rihanna", edito Rizzoli, che ripercorre attraverso foto di scena e dai dietro-le-quinte e articoli di giornale l'esperienza di questo tour mondiale.

## Date del tour
| Data             | Città                | Stato       | Luogo                            |
| Europa           | Europa               | Europa      | Europa                           |
| ---------------- | -------------------- | ----------- | -------------------------------- |
| 16 aprile 2010   | Anversa              | Belgio      | Sportpaleis                      |
| 17 aprile 2010   | Arnhem               | Paesi Bassi | GelreDome XS                     |
| 19 aprile 2010   | Zurigo               | Svizzera    | Hallenstadion                    |
| 20 aprile 2010   | Lione                | Francia     | Halle Tony Garnier               |
| 21 aprile 2010   | Marsiglia            | Francia     | Le Dôme de Marseille             |
| 23 aprile 2010   | Francoforte sul Meno | Germania    | Festhalle Frankfurt              |
| 25 aprile 2010   | Oberhausen           | Germania    | König Pilsener Arena             |
| 27 aprile 2010   | Ginevra              | Svizzera    | SEG Geneva Arena                 |
| 28 aprile 2010   | Parigi               | Francia     | Palais omnisports de Paris-Bercy |
| 1º maggio 2010   | Amburgo              | Germania    | Barclaycard Arena                |
| 2 maggio 2010    | Berlino              | Germania    | O2 World                         |
| 4 maggio 2010    | Esch-sur-Alzette     | Lussemburgo | Rockhal                          |
| 7 maggio 2010    | Birmingham           | Regno Unito | LG Arena                         |
| 8 maggio 2010    | Liverpool            | Regno Unito | Echo Arena Liverpool             |
| 10 maggio 2010   | Londra               | Regno Unito | The O2 Arena                     |
| 11 maggio 2010   | Londra               | Regno Unito | The O2 Arena                     |
| 13 maggio 2010   | Sheffield            | Regno Unito | Sheffield Arena                  |
| 14 maggio 2010   | Nottingham           | Regno Unito | Trent FM Arena Nottingham        |
| 16 maggio 2010   | Manchester           | Regno Unito | Manchester Arena                 |
| 17 maggio 2010   | Newcastle upon Tyne  | Regno Unito | Metro Radio Arena                |
| 19 maggio 2010   | Glasgow              | Regno Unito | SEC Centre                       |
| 20 maggio 2010   | Glasgow              | Regno Unito | SEC Centre                       |
| 22 maggio 2010   | Dublino              | Irlanda     | The O2                           |
| 23 maggio 2010   | Bangor               | Regno Unito | Vaynol Estate                    |
| 24 maggio 2010   | Belfast              | Regno Unito | The Odyssey                      |
| 26 maggio 2010   | Dublino              | Irlanda     | The O2                           |
| Asia             |                      |             |                                  |
| 30 maggio 2010   | Tel Aviv             | Israele     | Stadio Bloomfield                |
| Europa           |                      |             |                                  |
| 1º giugno 2010   | Atene                | Grecia      | Stadio Karaiskákis               |
| 3 giugno 2010    | Istanbul             | Turchia     | Turkcell Kurucesme Arena         |
| 5 giugno 2010    | Madrid               | Spagna      | Arganda del Rey                  |
| 6 giugno 2010    | Londra               | Regno Unito | Stadio di Wembley                |
| Nord America     |                      |             |                                  |
| 4 luglio 2010    | Vancouver            | Canada      | General Motors Place             |
| 5 luglio 2010    | Penticton            | Canada      | South Okanagan Events Centre     |
| 6 luglio 2010    | Calgary              | Canada      | Pengrowth Saddledome             |
| 9 luglio 2010    | Sacramento           | Stati Uniti | ARCO Arena                       |
| 10 luglio 2010   | San Francisco        | Stati Uniti | Shoreline Amphitheatre           |
| 14 luglio 2010   | Albuquerque          | Stati Uniti | The Pavilion                     |
| 17 luglio 2010   | Las Vegas            | Stati Uniti | Mandalay Bay Events Center       |
| 18 luglio 2010   | Anaheim              | Stati Uniti | Honda Center                     |
| 21 luglio 2010   | Los Angeles          | Stati Uniti | Staples Center                   |
| 22 luglio 2010   | Tucson               | Stati Uniti | AVA Amphitheater                 |
| 24 luglio 2010   | Laredo               | Stati Uniti | Laredo Energy Arena              |
| 25 luglio 2010   | San Antonio          | Stati Uniti | AT&T Center                      |
| 30 luglio 2010   | Tampa                | Stati Uniti | 1-800-ASK-GARY Amphitheatre      |
| 31 luglio 2010   | Miami                | Stati Uniti | AmericanAirlines Arena           |
| 5 agosto 2010    | Toronto              | Canada      | Molson Amphitheatre              |
| 7 agosto 2010    | Montréal             | Canada      | Centre Bell                      |
| 8 agosto 2010    | Mansfield            | Stati Uniti | Comcast Center                   |
| 11 agosto 2010   | Uncasville           | Stati Uniti | Mohegan Sun Arena                |
| 12 agosto 2010   | New York             | Stati Uniti | Madison Square Garden            |
| 14 agosto 2010   | Atlantic City        | Stati Uniti | Borgata Events Center            |
| 15 agosto 2010   | Wantagh              | Stati Uniti | Nikon at Jones Beach Theater     |
| 18 agosto 2010   | Camden               | Stati Uniti | Susquehanna Bank Center          |
| 20 agosto 2010   | Bristow              | Stati Uniti | Jiffy Lube Live                  |
| 21 agosto 2010   | Hershey              | Stati Uniti | Hersheypark Stadium              |
| 22 agosto 2010   | Clarkston            | Stati Uniti | DTE Energy Music Theatre         |
| 25 agosto 2010   | Chicago              | Stati Uniti | United Center                    |
| 28 agosto 2010   | Syracuse             | Stati Uniti | Mohegan Sun Grandstand           |
| Oceania          |                      |             |                                  |
| 25 febbraio 2011 | Brisbane             | Australia   | Brisbane Entertainment Centre    |
| 26 febbraio 2011 | Gold Coast           | Australia   | GCCEC Arena                      |
| 28 febbraio 2011 | Newcastle            | Australia   | Newcastle Entertainment Centre   |
| 4 marzo 2011     | Sydney               | Australia   | Acer Arena                       |
| 5 marzo 2011     | Sydney               | Australia   | Acer Arena                       |
| 7 marzo 2011     | Melbourne            | Australia   | Rod Laver Arena                  |
| 8 marzo 2011     | Melbourne            | Australia   | Rod Laver Arena                  |
| 10 marzo 2011    | Adelaide             | Australia   | Adelaide Entertainment Centre    |
| 12 marzo 2011    | Perth                | Australia   | Burswood Dome                    |

## Box Office
| Luogo di esibizione              | Città               | Biglietti Venduti/ Biglietti Disponibili | Incassi     |
| -------------------------------- | ------------------- | ---------------------------------------- | ----------- |
| Sportpaleis                      | Anversa             | 15.653/ 15.862 (98%)                     | $889.266    |
| Palais Omnisports de Paris-Bercy | Parigi              | 15.773/ 16.348 (96%)                     | $1.184.640  |
| O2 World Hamburg                 | Amburgo             | 7.927/ 11.589 (68%)                      | $586.496    |
| LG Arena                         | Birmingham          | 12.909/ 14.998 (86%)                     | $812.909    |
| Echo Arena Liverpool             | Liverpool           | 10.581/ 10.581 (100%)                    | $654.120    |
| The O2 Arena                     | Londra              | 30.813/ 33.018 (93%)                     | $1.905.800  |
| Sheffield Arena                  | Sheffield           | 8.091/ 10.140 (79%)                      | $506.019    |
| Trent FM Arena Nottingham        | Nottingham          | 8.022/ 9.567 (83%)                       | $496.754    |
| Manchester Arena                 | Manchester          | 12.678/ 13.631 (93%)                     | $773.704    |
| Metro Radio Arena                | Newcastle upon Tyne | 8.258/ 9.757 (84%)                       | $503.928    |
| The O2                           | Dublino             | 21.535/ 24.078 (89%)                     | $1.198.040  |
| Odyssey Arena                    | Belfast             | 9.286/ 9.286 (100%)                      | $529.312    |
| Shoreline Amphitheater           | Mountain View       | 19.678/ 22.000 (89%)                     | $1.394.200  |
| Staples Center                   | Los Angeles         | 19.992/ 19.992 (100%)                    | $1.359.456  |
| Bell Centre                      | Montréal            | 10.778/ 10.778 (100%)                    | $785.707    |
| Madison Square Garden            | New York            | 14.331/ 14.331 (100%)                    | $1.271.547  |
| Hersheypark Stadium              | Hershey             | 11.400/ 14.567 (78%)                     | $469.285    |
| DTE Energy Music Theatre         | Clarkston           | 14.381/ 14.381 (100%)                    | $535.276    |
| Brisbane Entertainment Center    | Brisbane            | 10.788/ 11.168 (96%)                     | $1.415.830  |
| Newcastle Entertainment Centre   | Newcastle           | 6.505/ 7.243 (89%)                       | $783.748    |
| Acer Arena                       | Sydney              | 22.406/ 22.406 (100%)                    | $2.929.180  |
| Rod Laver Arena                  | Melbourne           | 23.090/ 23.650 (97%)                     | $2.672.630  |
| Adelaide Entertainment Centre    | Adelaide            | 7.924/ 9.961 (79%)                       | $866.215    |
| Burswood Dome                    | Perth               | 11.655/ 22.024 (53%)                     | $1.278.250  |
| TOTALE                           | TOTALE              | 334.414/ 371.356 (90%)                   | $25.802.312 |